# Casa Mata (Terrassa)
La Casa Mata és un edifici del centre de Terrassa (Vallès Occidental), situat al carrer de Garcia Humet, cantonada amb el carrer de Sant Josep, protegit com a bé cultural d'interès local.

## Descripció
Es tracta d'un edifici unifamiliar de grans proporcions, amb quatre façanes: dues d'elles alineades als carrers i les altres dues interiors, envoltades per un pati. És de planta quadrada i consta de planta baixa, dos pisos i golfes. La seva tipologia és la d'una casa pairal del segle xviii, amb balcons individuals de ferro al primer i al segon pis, decreixents en alçada.

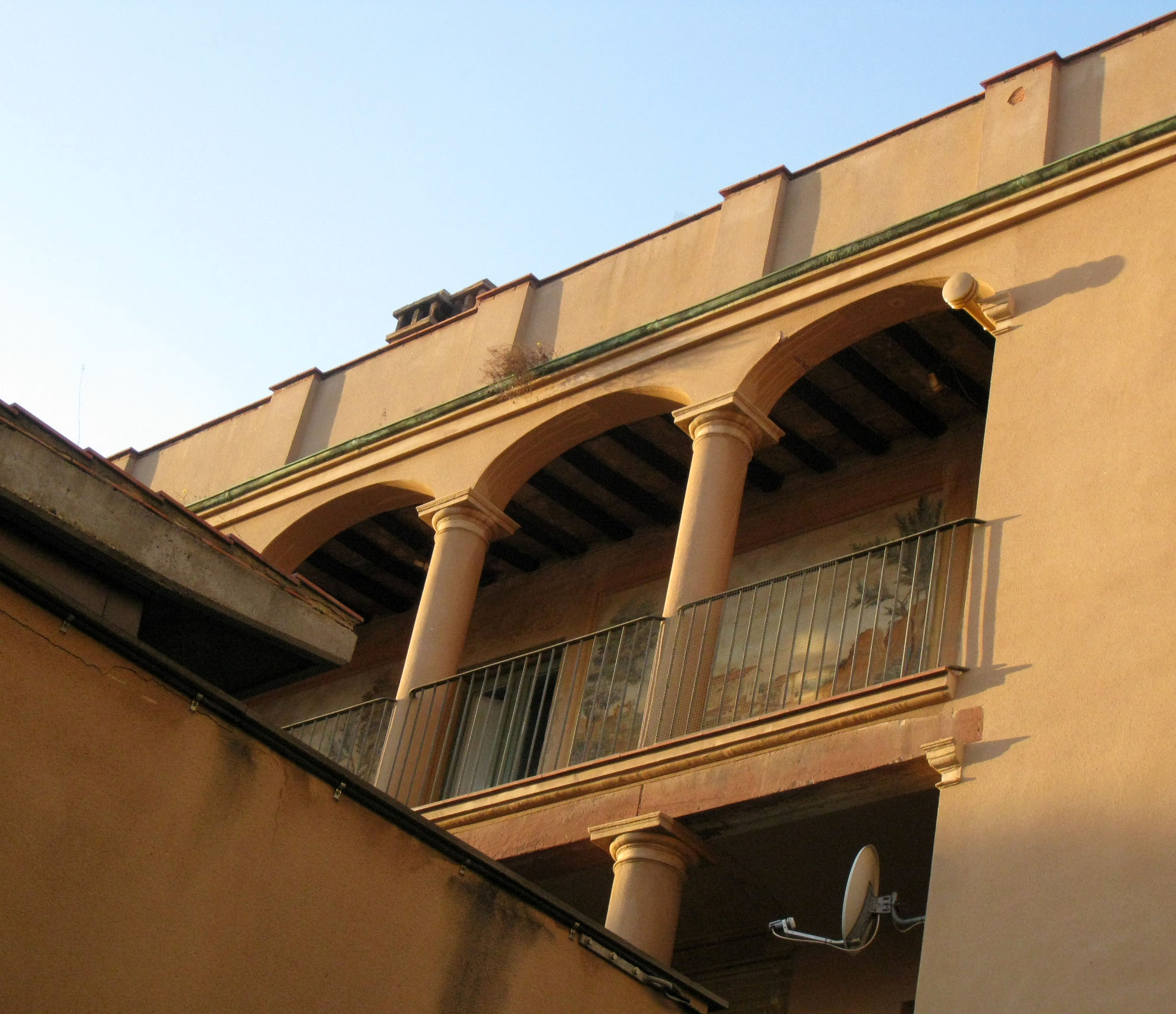
Detall de la galeria superior de la façana sud, amb pintures murals

La construcció és de paredat comú arrebossat. La façana sud presenta tres cossos horitzontals de galeries porticades, amb columnes i capitells toscans. La galeria de l'últim pis conté plafons de pintures murals, obra del pintor Cascante.

## Història
La casa fou construïda propietari del mas de la Mata, Francesc Mata de la Barata, que el 1840 va adquirir un terreny al que aleshores s'anomenava carrer Mitjà del Passeig (batejat amb el nom de Garcia Humet el 1925), a la cantonada amb el carrer de Sant Cristòfol, i hi va aixecar la seva nova casa pairal, que no es va acabar de construir fins al 1860. L'edifici, de dimensions considerables, fou bastit pel mestre d'obres Pelegrí Matalonga i era veí de l'altre gran casal del carrer, Ca l'Ubach, residència del també propietari rural Joan Ubach i Barata, avui desapareguda. La Casa Mata fou rehabilitada a començament dels anys noranta del segle xx per fer-ne habitatges plurifamiliars.